# Машвинго
Машвинго је покрајина Зимбабвеа. Површина је 56.566 km² и број становника је око 1,3 милиона (2002). Машвинго (Masvingo) је главни град покрајине.